# Doblbach (Moosach)
Der Doblbach ist ein Gewässer im oberbayerischen Landkreis Ebersberg, der nach einem 5 km langen, anfangs südlichen, dann nördlichen Lauf bei Moosach von rechts in die oberste Moosach mündet. Sein Oberlauf heißt Moosacher Bach.

## Oberlauf Moosacher Bach

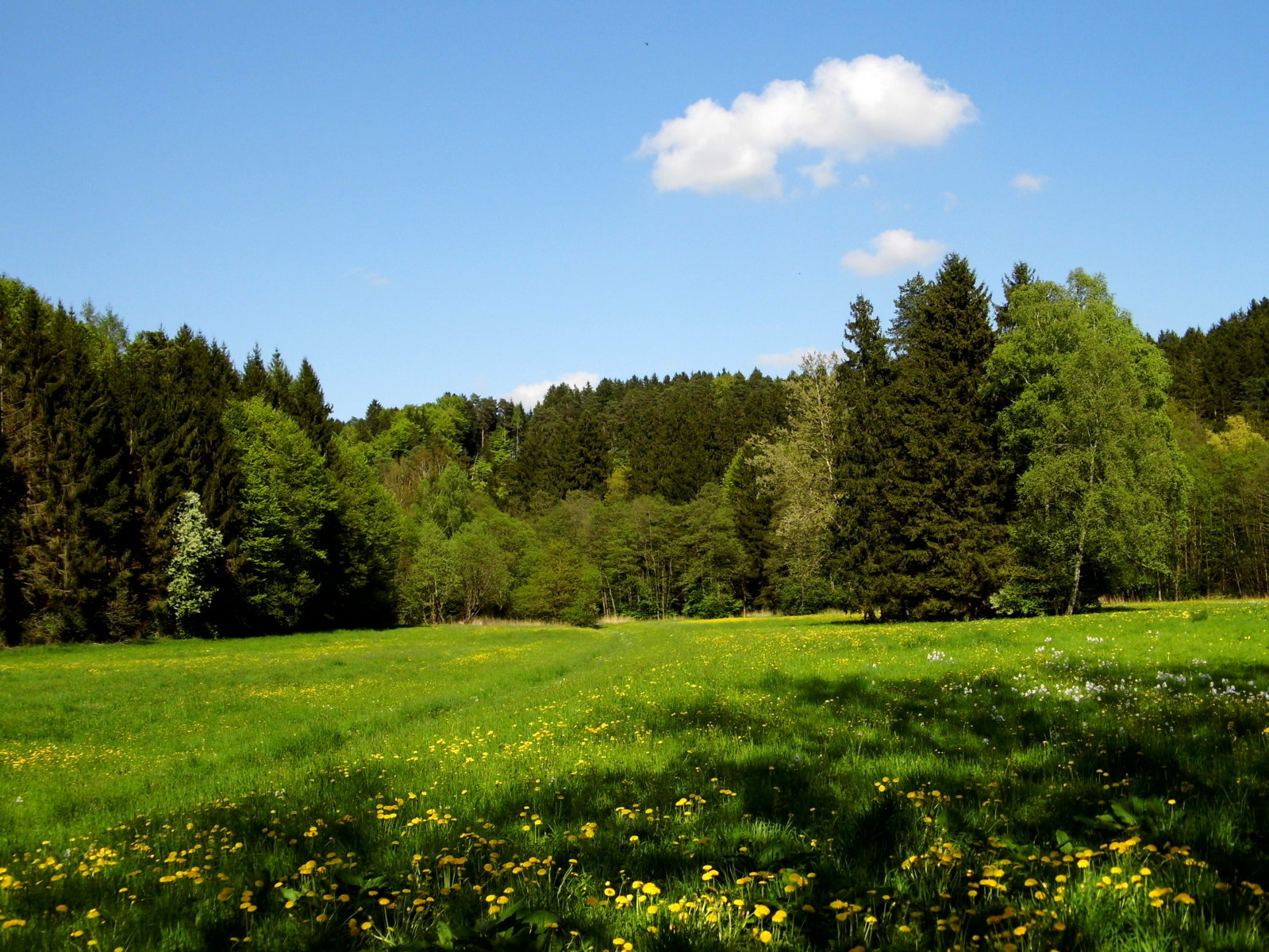
Moosacher Bach (begradigt); Übergang in den Doblbach nach ca. 250 m (Bildmitte)

Der Moosacher Bach beginnt seinen Lauf nur 0,2 km vom Südostufer des Steinsees (577,1 m ü. NHN) entfernt auf 573 m ü. NHN am Waldrand östlich des Moosacher Weilers Oberseeon zum Moosacher Holz, das aber im Gebiet von Markt Glonn liegt. An der Gemeinde- und Waldgrenze entlang fließt der Bach südwärts, bis er in einen Wald eintritt und zwischen Adlinger Holz im Südwesten und Litzel im Nordosten zu seiner 180°-Linkskehre nach Norden ansetzt. Am Ende dieses Waldriegels wechselt er westlich des Glonner Weilers Doblberg ganz auf das Gebiet der Marktgemeinde und umrundet den südwärts auslaufendem Hügelrücken, auf dem der kleine Ort steht. Fast am südlichsten Punkt seines Laufes fließt ihm aus Südwesten sein mit ca. 1 km Länge bedeutendster Zufluss zu, ein namenlos westlich von Adling In der Kehl am Fuße des Fuchsbergs (609 m ü. NHN) entstehender Graben. Hiernach vollendet er am Nordrand des Filzen, der in einem flachen Talzug südwärts in Richtung Glonn liegt und von einem nahen, in diese Richtung abfließenden Graben entwässert wird, seinen Bogen und tritt selbst in ein schmales Waldtal nach Norden ein. Von dort an, etwa 2,2 km nach dem Ursprung, läuft die Staatsstraße St 2351 neben ihm. Er wird nun Doblbach genannt.

## Verlauf
Der Doblbach durchfließt schon 0,2 km weiter, inzwischen im Gebiet der Gemeinde Bruck, das hier von Osten her bis an den linken Talrand gegen das von Glonn ausgreift, nacheinander zwei längliche Seen von jeweils ca. 0,9 ha.. Wenig unterhalb lichtet sich die Talaue wieder und der Doblbach fließt zurück auf Moosacher Gebiet. Die Wiesenaue weitet sich trichterförmig aus. Wo die bewaldeten Hänge rechts und links aussetzen, fließt am Rand einer Laubenkolonie etwas südlich von Moosach das nur kurze (0,4 ) linke Griesbächl zu. Auf seinen letzten etwa 0,6 km danach läuft der Doblbach nordöstlich und passiert dabei die Brucker Einöde Doblbach am rechten Hangfuß des Moosachtales. Dann mündet er auf 517 m ü. NHN von rechts in die oberste Moosach.
Der Doblbach (mitsamt Moosacher Bach) mündet nach seinem 5,0 km langen Lauf etwa 56 Höhenmeter unterhalb seines Ursprungs, er hat damit ein mittleres Sohlgefälle von etwa 11 ‰.

## Einzugsgebiet
Das Einzugsgebiet des Doblbachs umfasst 5,2 km², gehört ganz dem Landkreis Ebersberg an und liegt etwa 26 km südöstlich des Münchner Stadtmitte im Naturraum Inn-Chiemsee-Hügelland.
Seine hydrologisch bedeutendste, aber im Gelände nahe dem Filzen bei Adling sehr unscheinbare Wasserscheide verläuft im Süden nahe der Laufkehre, wo das Einzugsgebiet der oberen Glonn angrenzt, die über die Mangfall vergleichsweise weit oben, während der Doblbach über Moosach und dann Attel weiter abwärts zum Inn entwässert. Im Gebiet westlich der Einzugsgebietsgrenze führt das Spiegelbächl die Niederschläge der obersten Moosach zu, die selbst im Norden der nächste Gewässer ist und auch weiter abwärts den Abfluss an der Gegenseit der östlichen Wasserscheide aufnimmt.
Der Moosacher Bach läuft zunächst in einem würmzeitlichen Endmöränenzug südwärts. Wo das Terrain an seiner Kehre fast eben übergeht in den südwärts entwässernden Filzen bei Adling, tritt er in einen sich vom Nordrand des Dorfes Glonn nordwärts bis aufs beginnende Gemeindegebiet von Moosach ziehenden Talgrund aus Torf über, in dem auch die beiden Seen im Lauf liegen. Über den Talflanken, an denen teilweise Süßwassermolasse ausstreicht, liegen die Höhenzüge wie der Oberlauf in der Jungmöräne. Der unterste Lauf durchzieht würmzeitliche Schotter der Niederterrasse, nur kurz auch eine Sinterkalkzone um Moosach.

### BayernAtlas („BA“)
Amtliche Online-Gewässerkarte mit passendem Ausschnitt und den hier benutzten Layern: Lauf und Einzugsgebiet des Doblbachs

Allgemeiner Einstieg ohne Voreinstellungen und Layer: BayernAtlas der Bayerischen Staatsregierung (Hinweise)
1. 1 2  Höhe abgefragt auf dem Hintergrundlayer Amtliche Karte (Rechtsklick).
2. 1 2 3 4  Länge abgemessen auf dem Hintergrundlayer Amtliche Karte.
3. ↑  Höhe nach blauer Beschriftung auf dem Hintergrundlayer Amtliche Karte.
4. ↑  Höhe nach schwarzer Beschriftung auf dem Hintergrundlayer Amtliche Karte.
5. ↑  Seefläche abgemessen auf dem Hintergrundlayer Amtliche Karte.
6. ↑  Geologie nach dem Layer Geologischen Karte 1:500.000.

### Gewässerverzeichnis Bayern („GV“)
1. ↑  Länge nach: Verzeichnis der Bach- und Flussgebiete in Bayern – Flussgebiet Inn, Seite 31 des Bayerischen Landesamtes für Umwelt, Stand 2016 (PDF; 2,8 MB)
2. ↑  Einzugsgebiet nach: Verzeichnis der Bach- und Flussgebiete in Bayern – Flussgebiet Inn, Seite 31 des Bayerischen Landesamtes für Umwelt, Stand 2016 (PDF; 2,8 MB)

### Sonstige
1. ↑  Günther Michler: Geographische Landesaufnahme: Die naturräumlichen Einheiten auf Blatt 181 München. Bundesanstalt für Landeskunde, Bad Godesberg 1994. → Online-Karte (PDF; 4,4 MB)